# 水素イオン指数

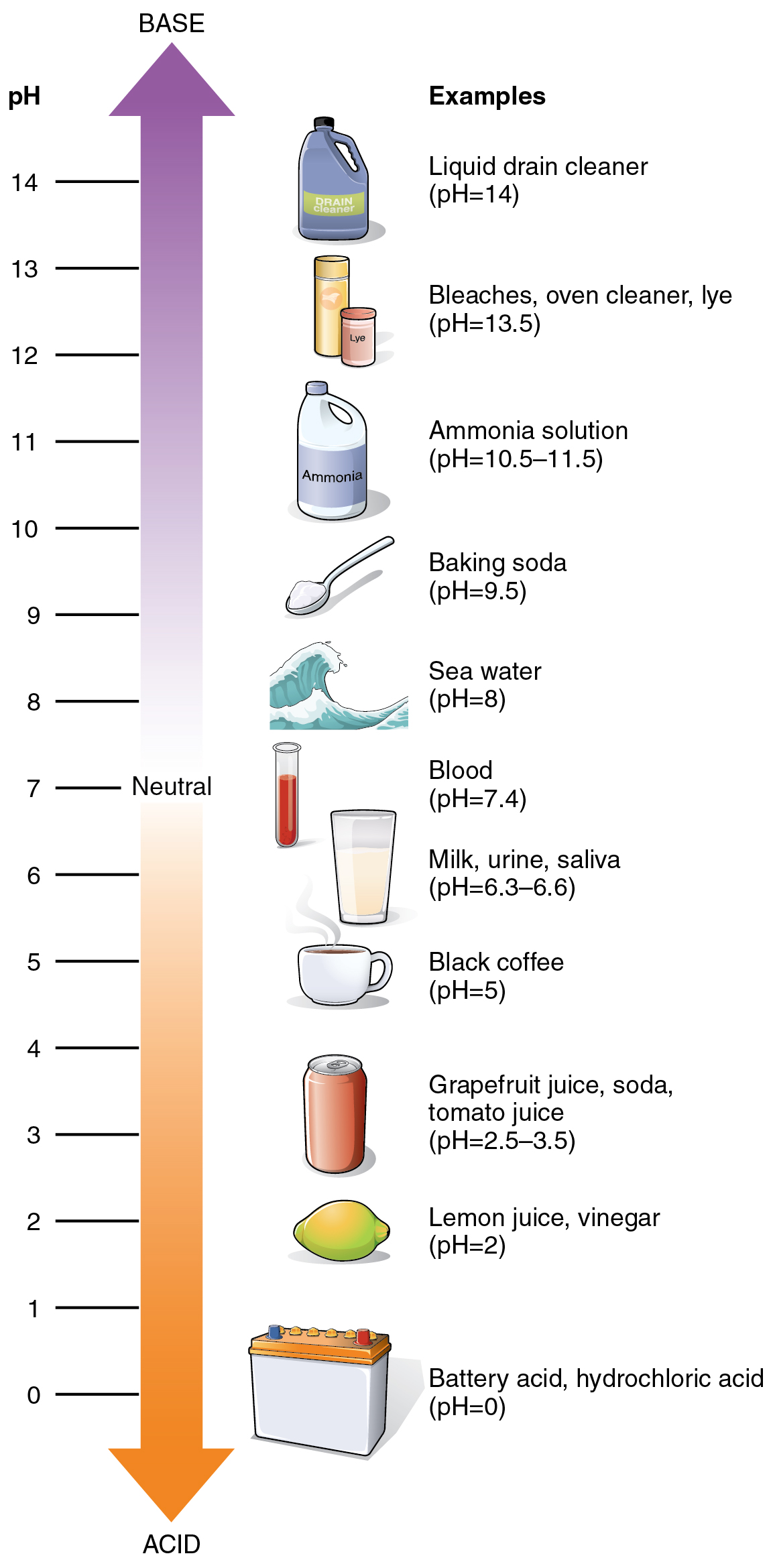
pHの値と、よく知られている溶液の関係の例(イラスト。ただし文字は英語表記)。下部がpH=0に相当し強酸性で、上部がpH=14前後に相当し強アルカリ性。

水素イオン指数（すいそイオンしすう、英: hydrogen ion exponent 、独: Wasserstoffionenexponent）とは、溶液の酸と塩基の程度を表す物理量で、記号pH（ピーエッチ、ピーエイチ、ペーハー）で表す。
水素イオン濃度指数または水素指数とも呼ばれる。1909年にデンマークの生化学者セーレン・セーレンセンが提案した。
IUPACは、水素イオン指数という名称を使わず、「pH」を物理量の名称としても、物理量の記号としても用いている。また、pHは単位の付かない（単位が1の）無次元量である、としている。それに対して日本の計量法は、「pH」は水素イオン濃度の計量単位「ピーエッチ」の単位記号である、と定めている。
本項目では、原則としてIUPACにならって、水素イオン指数をpHと呼び、その記号をpHで表し、その値には単位を付けない。

## 記号
pHの読みは、「ピーエッチ」、「ピーエイチ」（英語読み）、または「ペーハー」（ドイツ語読み）などである。pH測定方法を規定する日本の工業規格 (JIS Z 8802) の定める読みは、「ピーエッチ」または「ピーエイチ」である。計量法では「ピーエッチ」のみと定められている。
提案者のセーレンセンは生前、pHの「p」が何の略であるか語源についての説明を一切残さなかったため、公式にはpHの由来は謎となっている。以下のような説明が慣例的、または便宜上行われることがあるが、いずれも仮説の域を出ない。
| 言語名     | 語源とされる語句               | 出典                                                                                  |
| ---------- | ------------------------------ | ------------------------------------------------------------------------------------- |
| 英語       | potential of hydrogen          | 『新和英中辞典』、『ジーニアス英和辞典』                                              |
| 英語       | power + H(symbol for hydrogen) | 『The Concise Oxford Dictionary 』, p.892, 8th edition, 1990, Oxford University Press |
| フランス語 | pouvoir Hydrogène              | 『新英和中辞典』                                                                      |
| フランス語 | potentiel d'Hydrogène          | 『ディコ仏語辞典』                                                                    |
| ドイツ語   | Potenz H                       | 『オックスフォード英英辞典』                                                          |
| ラテン語   | pondus hydrogenii              | [ 要出典 ]                                                                            |

計量法におけるピーエッチは、濃度の計量単位であり、“モル毎リットルで表した水素イオン濃度の値に、活動度係数を乗じた値の逆数の常用対数”である。計量法では、pHの読みが「ピーエッチ」という位置付けではなく、「ピーエッチ」そのものが計量単位であり、ピーエッチの単位記号が「pH」である。計量法・計量単位令・計量単位規則では、「水素イオン指数」と「水素イオン濃度指数」の2語は用いられていない。
「pH」は、単位以外のものを表すのにも用いられる。例として、特定計量器であるガラス電極式水素イオン濃度計を定める工業規格 (JIS B 7960) における記号pHの使用法を示す。
1. pH単位で表した水素イオン濃度（物象の状態の量）を、記号 pH で表してもよい。「溶液の pH に比例する起電力を…（第1部 p. 1）」
2. pH単位で表した水素イオン濃度の値を、pH 値と呼ぶ。「pH7.000, pH6.86 又は pH6.865 の pH 値に対する理論起電力を用いて…（第2部 p. 2）」
3. pH単位で表した水素イオン濃度の値が 6.86 であれば、これを pH6.86 と書く。記号は数値の左側に空白を入れずに書く。「pH7.000, pH6.86 又は pH6.865 の pH 値に対する理論起電力を用いて…（第2部 p. 2）」
4. pH単位で表した水素イオン濃度の差は、数値の右側に空白を入れて単位記号を書く。「1 pH 当たりの理論起電力（第1部 p. 2）」「指示計の目量は，0.02 pH 以下とする（第2部 p. 3）」
5. 数式中の pH 値は、記号 pH で表す。イタリック体にはしない。「E=59.16×(7.000−pH) (mV)（第2部 p. 4）」

JIS B 7960 には、ピーエッチ (pH) を定義する文言はない。この規格が引用している JIS K 0211 分析化学用語（基礎部門）と JIS K 0213 分析化学用語（電気化学部門）では、pHを“水素イオンの活量の逆数の常用対数”と定義している。なお、これらの規格で用語として定義されているのは「ピーエッチ」ではなく、「pH」である。また、「ぴーえっち」の他の読みとして「ぴーえぃち」と「ぴーえいち」が挙げられている。
“モル毎リットルで表した水素イオン濃度の値に、活動度係数を乗じた値の逆数の常用対数”と“水素イオンの活量の逆数の常用対数”は同じものである。ただし、これは概念上の定義で実測できない値であるので、実際のpH測定に当たっては JIS Z 8802 に規定されている操作的定義を用いる。

## 概要
希薄溶液のpHは、水素イオンのモル濃度をmol/L単位で表した数値の逆数の常用対数にほぼ等しい。
{\displaystyle \mathrm {{pH}\fallingdotseq -\log _{10}{\frac {[{H^{+}}]}{mol/L}}} }
室温の水溶液では、水溶液のpHが7より小さいときは酸性、7より大きいときはアルカリ性、7付近のときは中性である。pHが小さいほど水素イオン濃度は高い。pHが1減少すると水素イオン濃度は10倍になり、逆に1増加すると水素イオン濃度は10分の1になる。酸性の原因は水素イオンなので、pHが中性のときの値よりも小さくなればなるほど酸性が強くなる。一方、アルカリ性の原因は水酸化物イオンである。水溶液の水素イオン濃度が10分の1になると、質量作用の法則に従って水酸化物イオンの濃度は10倍になるので、pHが中性のときの値よりも大きくなればなるほどアルカリ性が強くなる。
IUPACやJISが現在採用しているpHは、水素イオンのモル濃度 [H+] ではなく、水素イオンの活量 aH+ に基づいて定義されている。
{\displaystyle \mathrm {pH} =-\log _{10}a_{\mathrm {H^{+}} }}
pHメーターで実測されるpHは、この活量に基づいたpHである。しかしながら希薄水溶液に限れば、活量を使わずにモル濃度から求めた計算値が実測値とそれなりに一致するので、中等教育では「pHは水素イオン濃度 [H+] の逆数の常用対数である」と定義することが多い。
濃度が数% 以下の水溶液のpHは、おおむね0から14の範囲にある。市販のpHメーターで計測できるのも、通常は0から14までか、それより狭い範囲である。pHがこの範囲から外れるような液体の場合は、モル濃度による値と活量による値の差が無視できないほど大きくなるので、[H+] の逆数の常用対数がpHである、と考えるのは不適当である。モル濃度が 1 mol/L を超えるような、濃厚な酸や濃厚アルカリ溶液の酸性・アルカリ性の強さは、酸度関数によって表現するのが一般的である。

## 定義
pHは水素イオン H+ の活量 aH+ を用いて次式により定義される。
{\displaystyle {\rm {pH}}=-\log _{10}a_{\rm {{H}^{+}}}=\log _{10}{\frac {1}{a_{\rm {{H}^{+}}}}}}
例外的な記号である pH の p は演算子 (px := −log10x) と解釈される。
水素イオン指数 pH と同様にして、水酸化物イオン指数 pOH は水酸化物イオン OH− の活量 aOH− を用いて以下の式で定義される。
{\displaystyle {\rm {pOH}}=-\log _{10}a_{\rm {{OH}^{-}}}=\log _{10}{\frac {1}{a_{\rm {{OH}^{-}}}}}}

## 操作的定義
pHは前述したように水素イオンの活量で定義されるが、電気化学的に測定されるものは陽イオンおよび陰イオンの活量の積であり、単独イオンの活量を直接測定することは熱力学の枠内では不可能である。このため単独イオンの活量で定義される厳密な意味でのpHは測定が不可能であることになる。そこで実験的にpHを測定するためには、デバイ-ヒュッケルの式などから推定される活量係数に基づく操作的な定義が必要となる。
pHの「測定操作を基礎とする定義」は、大まかには
と表現することができる。この定義は、セーレンセンがpHの概念を提唱したときから現在まで、大筋では変わっていない。時代や国によって変わるのは
1. 測定電位（起電力）からどのようにpHを求めるのか
2. 得られたpHの物理化学的な意味は何か
3. 標準溶液のpHをどのように決めるのか

の三つである。
起電力とpHの関係
pHの操作的定義のうち、最もシンプルな定義は、ネルンストの式に基づくものである。
{\displaystyle \mathrm {pH(X)} =\mathrm {pH(S)} +{\frac {E(\mathrm {S} )-E(\mathrm {X} )}{(RT/F)\ln 10}}}
ここで、pH(X) と pH(S) はそれぞれ試料溶液 X と標準溶液 S のpHであり、E(X) と E(S) は水素電極（と適当な参照電極）を用いたときのそれぞれの溶液の起電力である。ガラス電極（と適当な参照電極）で起電力を測定するときは、ネルンスト応答からずれるので、pHの異なる標準溶液を二つ使う。
{\displaystyle \mathrm {pH(X)} =\mathrm {pH(S_{1})} +{\frac {E(\mathrm {S} _{1})-E(\mathrm {X} )}{E(\mathrm {S} _{1})-E(\mathrm {S} _{2})}}\left(\mathrm {pH(S_{2})} -\mathrm {pH(S_{1})} \right)}
このとき、pH(X) より低いpHを持つ標準溶液 S1 と、より高いpHを持つ標準溶液 S2 を使う。例えば弱酸性の試料溶液のpHを測定する際には、フタル酸塩標準溶液と中性リン酸標準溶液を標準溶液として使う。試料溶液が弱アルカリ性の際には、中性リン酸標準溶液とホウ酸塩標準溶液を使う。
pHの物理化学的な意味
セーレンセンははじめ、水素電極を用いたときの起電力が水素イオン濃度 [H+] の対数に比例するものとした(1909年)。
{\displaystyle \mathrm {{pH}=-\log _{10}{\frac {[{H}^{+}]}{mol/L}}} }
その後、考えを改め、起電力が水素イオン活量 aH+ の対数に比例するものとした(1924年)。
{\displaystyle \mathrm {pH} =-\log _{10}a_{\mathrm {H} ^{+}}}
IUPACは、操作的に定義されたpHは簡単な解釈ができない、としている。ただし十分希薄な水溶液（pHが2から12の間にあって、かつイオン強度が0.1より小さい水溶液）に限れば、pHを水素イオン活量の逆数の対数とみなせる、ともしている。
標準溶液のpH
標準溶液のpHを定める方法のひとつは、ある溶液のpHを定義値として固定することである。例えばJISの旧規格では、15 °Cにおける 0.05 mol/L のフタル酸水素カリウム水溶液のpHを4と定義していた。IUPACが現在推奨している方法はこれとは異なる。2002年のIUPAC勧告では、標準溶液のpHの一次測定法を定義している。この勧告によると、一次標準溶液のpHは定義値ではなく一次測定から求められる値であり、不確かさを持つ値になる。

### IUPACの一次測定
IUPACの定めるpHの一次測定では、液間電位差のないハーンド電池 (Harned cell) の起電力 E が測定される。
Pt(s) | H2(g) | Buffer S, Cl−(aq) | AgCl(s) | Ag(s)
ここで、電解液は標準溶液 S に NaCl または KCl を添加したものである。また水素電極の水素ガスの圧力は1気圧とする。ネルンストの式を変形すると次式が得られる。
{\displaystyle -\log _{10}a_{\mathrm {H} ^{+}}\gamma _{\mathrm {Cl} ^{-}}={\frac {E-E^{\circ }}{(RT/F)\ln 10}}+\log _{10}{\frac {m_{\mathrm {Cl} ^{-}}}{\text{mol/kg}}}}
ただし γCl− と mCl− はそれぞれ塩化物イオンの活量係数と質量モル濃度であり、E° は銀－塩化銀電極の標準電極電位である。この式の右辺に現れる物理量は全て熱力学的に測定できるので、左辺の−log10 aH+γCl− もまた、熱力学的に測定できる量である。この量は、添加した塩化物イオンの質量モル濃度に依存する量であるが、添加量を変えて測定を行い、測定値を mCl− → 0 に外挿すると、塩化物の添加量に依らない標準溶液 S に固有の値が得られる。標準溶液 S のpHは次式で与えられる。
{\displaystyle \mathrm {pH(S)} =\lim _{m_{\mathrm {Cl} ^{-}}\to 0}\left(-\log _{10}a_{\mathrm {H} ^{+}}\gamma _{\mathrm {Cl} ^{-}}\right)+\log _{10}\gamma _{\mathrm {Cl} ^{-}}}
右辺第2項は、デバイ・ヒュッケル理論に基づいたベイツ–グッゲンハイムの規約を使って、標準溶液 S のイオン強度 I から計算される。
{\displaystyle \log _{10}\gamma _{\mathrm {Cl} ^{-}}=-{\frac {A{\sqrt {I}}}{1+1.5{\sqrt {I}}}}}
ここで A は、温度と水の誘電率には依存するが、溶質の種類や量には依らない係数である。
一次測定により求められるpHの不確かさは、一次標準溶液では 0.003 程度である。

### IUPACの一次標準溶液
IUPACの一次標準溶液を以下に示す。一次標準物質には緩衝液としての作用が強く、再結晶などにより純品が得やすいものが選定されている。
- 酒石酸塩標準溶液：25 °Cにおける酒石酸水素カリウムの飽和水溶液
- クエン酸塩標準溶液：クエン酸二水素カリウム 0.05 mol を水 1 kg に溶解
- フタル酸塩標準溶液：フタル酸水素カリウム 0.05 mol を水 1 kg に溶解
- 中性リン酸塩標準溶液：リン酸二水素カリウム 0.025 mol およびリン酸水素二ナトリウム 0.025 mol を水 1 kg に溶解
- リン酸塩標準溶液：リン酸二水素カリウム 0.00869 mol およびリン酸水素二ナトリウム 0.03043 mol を水 1 kg に溶解
- ホウ酸塩標準溶液：四ホウ酸ナトリウム十水和物（ホウ砂）0.01 mol を二酸化炭素を含まない水 1 kg に溶解
- 炭酸塩標準溶液：炭酸水素ナトリウム 0.025 mol および炭酸ナトリウム 0.025 mol を二酸化炭素を含まない水 1 kg に溶解

| 温度  | 酒石酸塩 | クエン酸塩 | フタル酸塩 | 中性リン酸塩 | リン酸塩 | ホウ酸塩 | 炭酸塩 |
| ----- | -------- | ---------- | ---------- | ------------ | -------- | -------- | ------ |
| 0 °C  |          | 3.863      | 4.000      | 6.984        | 7.534    | 9.464    | 10.317 |
| 5 °C  |          | 3.840      | 3.998      | 6.951        | 7.500    | 9.395    | 10.245 |
| 10 °C |          | 3.820      | 3.997      | 6.923        | 7.472    | 9.332    | 10.179 |
| 15 °C |          | 3.802      | 3.998      | 6.900        | 7.448    | 9.276    | 10.118 |
| 20 °C |          | 3.788      | 4.000      | 6.881        | 7.429    | 9.225    | 10.062 |
| 25 °C | 3.557    | 3.776      | 4.005      | 6.865        | 7.413    | 9.180    | 10.012 |
| 30 °C | 3.552    | 3.766      | 4.011      | 6.853        | 7.400    | 9.139    | 9.966  |
| 35 °C | 3.549    | 3.759      | 4.018      | 6.844        | 7.389    | 9.102    | 9.926  |
| 37 °C | 3.548    | 3.756      | 4.022      | 6.841        | 7.386    | 9.088    | 9.910  |
| 40 °C | 3.547    | 3.754      | 4.027      | 6.838        | 7.380    | 9.068    | 9.889  |
| 50 °C | 3.549    | 3.749      | 4.050      | 6.833        | 7.367    | 9.011    | 9.828  |

### JISのpH標準液
JISのpH標準液は以下の六つである。これらの標準液の調製法とpHの典型値は、JIS Z 8802 に記載されている。
- シュウ酸塩pH標準液：0.05 mol/kg 二シュウ酸三水素カリウム水溶液
- フタル酸塩pH標準液：IUPACと同じ
- 中性りん酸塩pH標準液：IUPACと同じ
- りん酸塩pH標準液：IUPACとほぼ同じ
- ほう酸塩pH標準液：IUPACと同じ
- 炭酸塩pH標準液：IUPACと同じ

試料測定前にこれらのpH標準液を用いてpHメーターの較正を行う。校正は中性リン酸塩標準液でゼロ点調整した後、試料溶液が酸性であればフタル酸塩標準液またはシュウ酸塩標準液で、アルカリ性であればりん酸塩標準液、ほう酸塩標準液、炭酸塩標準液のいずれかを用いて感度調整（スパン校正）を行う。校正点が3点以上あってもよい。試料溶液のpHが11を超える場合は、飽和水酸化カルシウム水溶液または 0.1 mol/L 水酸化ナトリウム水溶液を、調製pH標準液に準じた溶液として校正に用いることができる。

## 水溶液の液性
水溶液の液性は、液体に含まれる水素イオン H+ と水酸化物イオン OH− の多寡で決まる。液体中に存在する H+ の数が OH− の数よりも多いとき、その水溶液は酸性を示す。逆に、H+ の数が OH− の数よりも少ないとき、アルカリ性を示す。H+ の数が OH− の数とちょうど同じときは、酸性でもアルカリ性でもなく、中性である。
溶液の酸性がそれほど強くないとき、その溶液を弱酸性溶液という。溶液のアルカリ性がそれほど強くないとき、その溶液を弱アルカリ性溶液という。酸性とアルカリ性の境目のpHは、明確に定まる。それに対して、強酸性と弱酸性、弱酸性と中性、中性と弱アルカリ性、弱アルカリ性と強アルカリ性のそれぞれの境目は、曖昧である。科学的にはこれらを分ける境界線は存在しない。法令などでは、便宜上、適当なpHで線を引いてこれらを分類する。一例として、家庭用品品質表示法における漂白剤・合成洗剤・石鹸などの液性を示す用語とpH範囲を表に示す。
| 液性         | pHの範囲        |
| ------------ | --------------- |
| 酸性         | pH < 3.0        |
| 弱酸性       | 3.0 ≦ pH < 6.0  |
| 中性         | 6.0 ≦ pH ≦ 8.0  |
| 弱アルカリ性 | 8.0 < pH ≦ 11.0 |
| アルカリ性   | 11.0 < pH       |

日本の温泉の分類では、液性を示す用語はこの表と同じであるがpH範囲が異なり、中性と弱アルカリ性の範囲が狭くなっている。詳しくは「泉質#液性による分類」を参照のこと。
以下の表は、身近な液体のうちから酸性またはアルカリ性を示すものをいくつか選んで、pHの低い順に並べたものである。この順序は絶対的なものではない。水に溶けている酸・塩基の濃度によりpHは変化するので、濃度によって順序は入れ替わる。また、表の1列目に示したpHの値は、大まかな目安である。
| pH     | 液体                                   | 酸性・アルカリ性の強さ | 酸または塩基      |
| ------ | -------------------------------------- | ---------------------- | ----------------- |
| 0未満  | 鉛蓄電池の電解液                       | とても強い酸性         | H2SO4             |
| 0      | 10%硫酸（日本薬局方 希硫酸）           | とても強い酸性         | H2SO4             |
| 1      | 胃液                                   | とても強い酸性         | HCl               |
| 2      | レモンの果汁                           | 強い酸性               | クエン酸          |
| 3      | 酢                                     | やや強い酸性           | 酢酸              |
| 4      | ミョウバン水                           | やや弱い酸性           | [Al(H2O)6]3+      |
| 5      | コーヒーのブラック（砂糖・ミルク抜き） | 弱い酸性               | 数種のカルボン酸  |
| 6      | 雨水                                   | わずかに酸性           | CO2               |
| 7      | 純水                                   | 中性                   |                   |
| 8      | 海水                                   | わずかにアルカリ性     | CO2, HCO3−        |
| 9      | ホウ砂水                               | 弱いアルカリ性         | ホウ砂            |
| 10     | 石鹸水                                 | やや弱いアルカリ性     | 脂肪酸Na, 脂肪酸K |
| 11     | アンモニア水                           | やや強いアルカリ性     | NH3               |
| 12     | 石灰水                                 | 強いアルカリ性         | Ca(OH)2           |
| 13     | 家庭用塩素系漂白剤、カビ取り剤         | とても強いアルカリ性   | NaOH              |
| 14     | 4%水酸化ナトリウム水溶液               | とても強いアルカリ性   | NaOH              |
| 14以上 | アルカリ乾電池の電解液                 | とても強いアルカリ性   | KOH               |

### リトマス試験紙

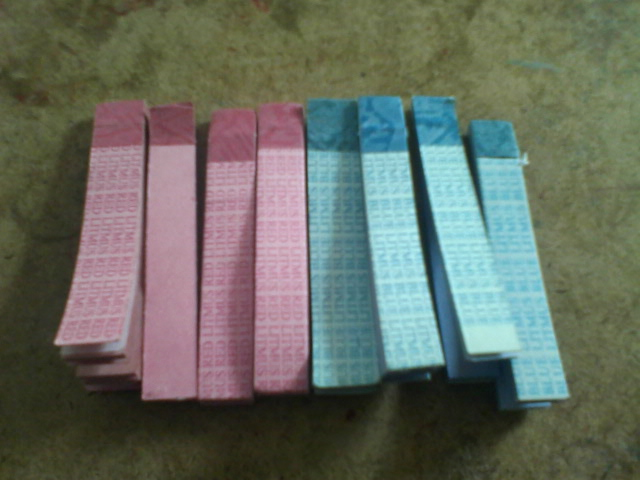
リトマス紙

水溶液の大まかな液性は、リトマス試験紙（リトマス紙）で調べることができる。青色のリトマス紙で試験すると、酸性か否かがわかる (赤色を示せば酸性)。赤色のリトマス紙で試験すると、アルカリ性か否かがわかる (青色を示せばアルカリ性)。青色と赤色の両方のリトマス紙を用いれば、酸性・中性・アルカリ性のいずれであるかを判定することができる。
リトマス紙では、pHの数値まではわからない。pH試験紙を用いると、pHの数値を知ることができる。pHメーターを用いて計測すると、さらに詳しい数値を知ることができる。

## 変域
市販されているpHメーターで測定ができるpH範囲は、通常は、0から14までか、それよりも狭い範囲に限られる。しかしpHに下限や上限は特には存在せず、負の値や14を超える値も取り得る。日本の高等学校の教科書などでは、pHはmol/L単位で表した [H+] の数値の逆数の常用対数として定義されている。そして1気圧・25 °CでのpHの値が0 – 14の範囲で図表が掲げられ、水溶液のpHはほぼその範囲で変化すると記述されている。この定義の下で、例えば3.16 M, 10.0 Mの塩酸が完全電離すると仮定すればpHはそれぞれ−0.5, −1.0と負の値となる。一方、水は分子量が凡そ18 g/molで密度が1 g/mL程度なので純水のモル濃度[H2O] は約55.6 Mとなり、仮にこの密度のまま全てのH2O分子がH3O+となった場合でもpHが−1.75超、逆に全てのH2O分子がOH−となった場合のpHでも15.75未満と計算される。
実際に鉛蓄電池の電解液のpHは負の値であり、アルカリ乾電池の電解液のpHは14を超える。ただし、酸や塩基のモル濃度が 1 mol/L を超える水溶液のpHは、推測することも計測することも難しい。このような濃厚水溶液の酸性やアルカリ性の強さは、酸度関数によって表現するのが一般的である。
モル濃度が数モル毎リットル (mol/L)以上の濃厚水溶液では、水素イオンのモル濃度 [H+] からpHを計算しても、意味のある数値は得られない。例えば、アメリカ地質調査所の研究者は、ある廃鉱山から採取した試料水のひとつが pH = −3.6 であったと報告している。この試料水の水素イオン濃度を 公式 [H+] = 10−pH mol/L からあえて計算すると、4000 mol/L というありえない値が得られる。このような強酸性の液体のpHを [H+] から推定するのは、不可能である。
また水溶液のガラス電極によるpH測定において、信頼性の高い値が得られるのはpHがおよそ1 – 12の範囲内、イオン強度は0.1以下である。まず濃厚な酸の水溶液をガラス電極により測定する場合、ガラス電極表面の膨潤および陰イオンの吸着などが影響し、酸誤差が生じる。次に濃厚な塩基水溶液の場合はガラス電極表面への陽イオンの吸着などの影響によりアルカリ誤差を生じ、これは陽イオンのイオン半径が小さいほど大きい傾向がある。

## 水のpH

### 純水
水をどれだけ精製しても、水中から水素イオンを取り除くことはできない。たとえ超純水であっても、水の自己解離のため、1気圧・25 °Cの水中には水分子5億5千万個につき1個の水素イオンが含まれている。水素イオンのモル濃度で表すと 1.00×10−7 mol/L であり、この数値の逆数の常用対数がpHであるから、純水のpHは
{\displaystyle {\rm {pH=\log _{10}(1.00\times 10^{7})=7.00}}}
となる。水分子 H2O の自己解離により、純水には水素イオン H+ と同数の水酸化物イオン OH− が含まれているので、純水は中性である。
純水のpHは、温度によって変化する。圧力が1気圧のとき、純水のpHが7.00になるのは24 °C付近の狭い温度範囲に限られる。温度が0 °Cのときの純水では pH = 7.47、10 °Cのとき7.27、20 °Cのとき7.08、30 °Cのとき6.92、60 °Cのとき6.51となる。このpHの温度変化は、水の自己解離の度合いが温度により異なることに起因する。自己解離反応は吸熱反応なので、温度が高いほど解離が進む（ルシャトリエの原理）。60 °Cの純水に含まれる水素イオンの数は、0 °Cの純水に含まれる数のおよそ10倍である。

### 空気に触れた水
空気に触れた純水は酸性を示す。ただし、リトマス紙を赤変するほどではない、ごく弱い酸性である。これは、空気中の二酸化炭素が水中に溶け込むためである。空気に十分な時間接した後の水のpHは25 °Cで5.6になる。メカニズムは以下の通り。
水に溶け込んだ二酸化炭素分子 CO2 の一部は、水分子 H2O と反応して炭酸分子 H2CO3 になる。
{\displaystyle {\ce {CO2 + H2O <=> H2CO3}}}
生成した炭酸分子のさらに一部は、電離して水素イオン H+ を放出する。
{\displaystyle {\ce {H2CO3 <=> H+ + {HCO3}^{-}}}}
炭酸の電離により放出される水素イオンの量は極めて少ないが、それでも純水に含まれる水素イオンの数十倍の量になる。また質量作用の法則により水の自己解離が抑制されるため、水酸化物イオンの量は純水に含まれる量の数十分の一になる。液体中に存在する H+ の数が OH− の数よりも多いので、空気に触れた水は酸性を示す。空気に含まれる二酸化炭素の割合は0.04 %でほぼ一定であり、また大気圧もほぼ一定なので、二酸化炭素の分圧はほぼ一定である。さらに温度が一定であれば、CO2 の水への溶解度、H2CO3 が生成する割合、および H2CO3 が電離する割合もまた一定になる。25 °Cにおけるこれらの数値を用いて計算すると、pH = 5.6 となる。

### 雨水
降水中に二酸化炭素が溶け込むので、大気汚染がなくても雨水のpHは7.0よりも5.6に近い値になり、わずかに酸性を示す。火山活動や生物活動、あるいは化石燃料の燃焼により放出された硫黄酸化物や窒素酸化物が大気に含まれていると、これらが雨水に溶け込むことにより、雨のpHは5.6よりも低くなる。このような雨を酸性雨という。

## pHとpOHの関係
質量作用の法則により、温度、圧力が一定であれば、水の自己解離
{\displaystyle {\ce {H2O <=> H+ + OH^-}}}
の熱力学的平衡定数 aH+·aOH−/aH2O は、溶質の種類や濃度によらない一定値になる。H2O の活量 aH2O を1と近似できるような希薄水溶液では
{\displaystyle K_{\text{w}}=a_{\mathrm {H^{+}} }a_{\mathrm {OH^{-}} }\,\mathrm {mol^{2}/L^{2}} }
で定義される水のイオン積 Kw が、溶質の種類や濃度によらない一定値になる。25 °Cでは Kw = 1.008×10−14 mol2/L2 であるから、これを上式に代入して対数をとると次の関係式が導かれる。
{\displaystyle 14.00={\rm {pH+pOH}}}
水溶液は、pH < pOH のときに酸性を、pOH < pH のときにアルカリ性をそれぞれ示す。pH = pOH のときは中性である。よって25 °Cでは
- pH < 7.00 のとき酸性
- pH = 7.00 のとき中性
- pH > 7.00 のときアルカリ性

である。水のイオン積 Kw が温度によって変わるので、7.00という数字は温度により変わる。25 °Cで成り立つ 14.00 = pH + pOH という関係式は、一般には
{\displaystyle \mathrm {p} K_{\text{w}}=\mathrm {pH+pOH} }
と表される。ただし pKw = −log10Kw/mol2/L2 である。中性のpHは、pH = pOH のときのpHだから、pKw/2 に等しい。

### pHの温度依存性
pKw と 0.1 mol/L の水酸化ナトリウム水溶液のpHが、0 °Cから60 °Cの温度範囲でそれぞれどのように変化するかを表に示す。
| 温度  | pKw   | pH   |
| ----- | ----- | ---- |
| 00 °C | 14.94 | 13.8 |
| 10 °C | 14.53 | 13.4 |
| 20 °C | 14.17 | 13.1 |
| 25 °C | 14.00 | 12.9 |
| 30 °C | 13.83 | 12.7 |
| 40 °C | 13.53 | 12.4 |
| 50 °C | 13.26 | 12.2 |
| 60 °C | 13.02 | 11.9 |

水酸化ナトリウム水溶液のpHの値は、0 °Cのときの方が60 °Cのときよりも1.9高い。これは、中性のpHが温度により異なるためである。温度が低いほど水溶液のアルカリ性が強くなることを示しているわけではない。pKw = pH + pOH の関係を使ってpOHを計算すると、表の温度範囲では1.1の一定値になる。この値は、水酸化ナトリウムのモル濃度 0.1 mol/L から求めた値 pOH = −log10 0.1 = 1.0 にほぼ等しい。

## 希薄水溶液のpH
適度な濃度（1 mol/L ないし 1 μmol/L、すなわち 100 – 10−6 mol/L）の水溶液のpHは、酸・塩基のモル濃度から計算することができる。必要に応じて、酸解離定数 Ka、塩基解離定数 Kb、水のイオン積 Kw を計算に用いる。

### 強酸
希薄水溶液中においては、水素イオン活量 aH+ は mol/L 単位で表した水素イオン濃度 [H+] の数値にほぼ等しいと近似される。このとき以下の式でpHを求めることができる。
{\displaystyle \mathrm {pH} =-\log _{10}{\frac {[\mathrm {H} ^{+}]}{\mathrm {mol/L} }}=\log _{10}{\frac {1}{[\mathrm {H} ^{+}]/(\mathrm {mol/L} )}}}
適度な濃度（1 mol/L ないし 1 μmol/L、すなわち 100 – 10−6 mol/L）の塩酸の水素イオン濃度 [H+] は、塩酸のモル濃度 CHCl に等しい。よって塩酸のpHは、この式から直ちに計算することができる。
CHCl = 0.01 mol/L の塩酸pH = −log10 0.01 = 2
硝酸や過塩素酸など、他の一塩基酸（分子一個当たり水素イオンを一個放出する酸）の強酸の場合も、酸のモル濃度 CHA が 100 – 10−6 mol/L の範囲にあるなら、塩酸と同様にpHを計算できる。溶質が強酸ではなく弱酸の場合は、後述するように、酸解離平衡を考慮する必要がある。
硫酸は二塩基酸（分子一個当たり水素イオンを二個まで放出できる酸）なので、硫酸の濃度が十分に低いとき (10−3 – 10−6 mol/L) には、水素イオン濃度 [H+] は硫酸の濃度 CH2SO4 の2倍にほぼ等しい。硫酸の濃度が比較的高いとき (100 – 10−1 mol/L) には、2段目の解離がほとんど起こらないので、[H+] は CH2SO4 にほぼ等しい。濃度が中くらい (10−1 – 10−3 mol/L) の硫酸の [H+] を求める計算式は、2段目の解離が部分的に起こるので、少し複雑である。
CH2SO4 = 0.5 mmol/L の硫酸pH = −log10(2×0.5×10−3) = −log10 10−3 = 3
CH2SO4 = 0.5 mol/L の硫酸pH = −log10 0.5 = log10 2 = 0.3

### 弱酸
弱酸溶液のpHは酸解離定数を使って見積もることができる。弱酸は、溶液中では一部しか電離しておらず、平衡状態にある。いま弱酸が
{\displaystyle {\ce {HA <=> H+ + A^-}}}
で電離している時、酸解離定数 Ka は
{\displaystyle K_{\text{a}}={\frac {[\mathrm {H} ^{+}][\mathrm {A} ^{-}]}{[\mathrm {HA} ]}}}
と表すことができる。ここで、酸の初期濃度を c、電離度を α とすると、平衡時には表のような濃度になる。
|                | HA     | H+ | A− |
| -------------- | ------ | -- | -- |
| 初期濃度       | c      | 0  | 0  |
| 平衡後の存在比 | 1−α    | α  | α  |
| 平衡後の濃度   | c(1−α) | cα | cα |

したがって、酸解離定数 Ka は
{\displaystyle K_{\text{a}}={\frac {(c\alpha )^{2}}{c\left(1-\alpha \right)}}}
となり、水素イオン濃度 [H+] は
{\displaystyle [\mathrm {H} ^{+}]=c\alpha ={\sqrt {cK_{\text{a}}(1-\alpha )}}}
と表される。
ここで簡単のために、電離度 α が十分に小さいと仮定して、最右辺の 1−α を 1 と置いて [H+] を近似的に求める。このとき弱酸溶液のpHは次式で与えられる。
{\displaystyle \mathrm {pH} =-\log _{10}{\frac {c\alpha }{\mathrm {mol/L} }}=-\log _{10}{\sqrt {\frac {cK_{\text{a}}}{\mathrm {(mol/L)^{2}} }}}=-{\frac {1}{2}}\log _{10}{\frac {cK_{\text{a}}}{\mathrm {(mol/L)^{2}} }}}
c = 0.1 mol/L の酢酸酢酸の酸解離定数 Ka は 10−4.76 mol/L である。
pH = 1/2(4.76 − log10 0.1) = 2.9
c = 0.1 mmol/L の酢酸
pH = 1/2(4.76 − log10(0.1×10−3)) = 4.4
c = 0.1 mol/L のスルファミン酸スルファミン酸の酸解離定数 Ka は 10−0.99 mol/L である。
pH = 1/2(0.99 − log10 0.1) = 1.0
この計算から得られたpHは、[H+] = c であること、すなわち電離度が1であることを意味しているので、電離度 α が十分に小さいとする近似は破綻している。

#### 近似を高めた式
上の簡単な式は、電離度 α が大きくなるほど近似が悪くなる。二次方程式の解の公式を使うと、弱酸溶液の水素イオン濃度 [H+] をより正確に計算できる式が得られる。
{\displaystyle [\mathrm {H} ^{+}]=c\alpha ={\frac {1}{2}}\left({\sqrt {{K_{\text{a}}}^{2}+4cK_{\text{a}}}}-K_{\text{a}}\right)}
この式から求めた [H+] を使うと、より正確なpHを計算することができる。
c = 0.1 mol/L の酢酸[H+] = 0.0013 mol/L, α = [H+]/c = 1.3 %
pH = 2.9
電離度が1 %程度のときは、簡単な近似式 [H+] = √cKa から求めたpHが十分に正確であることが分かる。
c = 0.1 mmol/L の酢酸[H+] = 0.034 mmol/L, α = [H+]/c = 3.4 %
pH = 4.5
濃度が低くなると、電離度が大きくなるので簡単な近似式の精度は悪くなる。
c = 0.1 mol/L のスルファミン酸[H+] = 0.062 mol/L, α = [H+]/c = 62 %
pH = 1.2
電離度が大きい場合でも、pHを計算することができる。
c = 0.01 mmol/L のフェノールフェノールの酸解離定数 Ka は、ほぼ 10−10 mol/L である。簡単な式で計算すると
pH = 1/2(10 − log10 0.01×10−3) = 7.5
となり、pHが7を越える。電離度が小さいので、近似を高めた式でも同じ計算結果になる。
この計算結果は、弱酸の水溶液を水で薄めていくとアルカリ性を示すようになる、ということを意味するので、明らかにおかしい。

#### 一般式
フェノールのpH計算がおかしな結果になったのは、水の自己解離を無視したためである。水の自己解離を考慮すると、弱酸の水溶液の [H+] と c の関係は一般に次式で表される。
{\displaystyle c={\frac {1}{K_{\text{a}}}}\left([\mathrm {H} ^{+}]^{2}+K_{\text{a}}[\mathrm {H} ^{+}]-{\frac {K_{\text{a}}K_{\text{w}}}{[\mathrm {H} ^{+}]}}-K_{\text{w}}\right)}
c = 0.01 mmol/L のフェノール一般式で計算すると25 °Cで pH = 7.0 となり、pHは7を越えない。
酸解離定数が小さくなるほど、水の自己解離を考慮しなければならない濃度は高くなる。

### 強塩基
希薄水溶液中においては、水酸化物イオン活量 aOH− も mol/L 単位で表した水酸化物イオン濃度 [OH−] の数値にほぼ等しいと近似できる。よって水酸化物イオン指数は以下の式で近似することができる。
{\displaystyle \mathrm {pOH} =-\log _{10}{\frac {[\mathrm {OH} ^{-}]}{\mathrm {mol/L} }}=\log _{10}{\frac {1}{[\mathrm {OH} ^{-}]/(\mathrm {mol/L} )}}}
適度な濃度（1 mol/L ないし 1 μmol/L、すなわち 100 – 10−6 mol/L）の水酸化ナトリウム水溶液の水酸化物イオン濃度 [OH−] は、水酸化ナトリウム水溶液のモル濃度 CNaOH に等しい。よって水酸化ナトリウム水溶液のpOHは、この式から直ちに計算することができる。25 °Cにおけるアルカリ性の水溶液のpHは、関係式 pH + pOH = 14.00 から計算できる。
CNaOH = 0.01 mol/L の水酸化ナトリウム水溶液
pOH = −log10 0.01 = 2
pH = 14.00 − 2 = 12
水酸化カリウムなどの他のアルカリ金属の水酸化物の場合も、アルカリのモル濃度 CMOH が 100 – 10−6 mol/L の範囲にあるなら、水酸化ナトリウム水溶液と同様にpOHを計算できる。溶質が強塩基ではなく弱塩基の場合は、後述するように、塩基解離平衡や加水分解を考慮する必要がある。
第2族元素（アルカリ土類金属）の水酸化物は、金属イオン1モルにつき水酸化物イオンを2モル含むイオン結晶である。これらの結晶が水に溶けるとき、濃度が十分に低ければ水酸化物イオン濃度 [OH−] は水酸化物 M(OH)2 (M = Mg, Ca, Ba など) の濃度 CM(OH)2 の2倍に等しい。水酸化物の濃度が高くなると、金属イオンの加水分解
{\displaystyle {\ce {M^2+ + OH^- <=> M(OH)+}}}
が起こるので、[OH−] は 2CM(OH)2 よりも小さくなる。しかしながら、第2族元素の金属イオンはアルカリ金属イオンに次いで加水分解しにくいイオンであり、また第2族元素の水酸化物の水への溶解度は比較的小さいので、簡単のため、[OH−] = 2CM(OH)2 と置いてpOHを計算することが多い。
水酸化カルシウムの飽和水溶液
25 °Cにおける飽和水溶液のモル濃度は 20.3×10−3 mol/L である。
pOH = −log10(2×20.3×10−3) = 1.4
pH = 14.00 − 1.4 = 12.6
水酸化マグネシウムの飽和水溶液
25 °Cにおける飽和水溶液のモル濃度は 16.6×10−5 mol/L である。
pOH = −log10(2×16.6×10−5) = 3.5
pH = 14.00 − 3.5 = 10.5
水酸化マグネシウムは強塩基であるが、水に対する溶解度が低いため、その水溶液は弱アルカリ性になる。

### 弱塩基
弱塩基水溶液のpHは塩基解離定数を使って見積もることができる。弱塩基は、部分的に電離して水酸化物イオン OH− を放出するタイプのものよりも、溶媒の水分子 H2O から水素イオン H+ を引き抜くことで水酸化物イオン OH− を生成するタイプの方が多い。
{\displaystyle {\ce {B + H2O <=> HB+ + OH^-}}}
このときの塩基解離定数 Kb は
{\displaystyle K_{\text{b}}={\frac {[\mathrm {OH^{-}} ][\mathrm {HB^{+}} ]}{[\mathrm {B} ]}}}
と表すことができる。弱酸の場合と同様に考えると、弱塩基の希薄溶液の水酸化物イオン濃度 [OH−] は次式で与えられる。
{\displaystyle [\mathrm {OH^{-}} ]={\frac {1}{2}}\left({\sqrt {{K_{\text{b}}}^{2}+4C_{\text{B}}K_{\text{b}}}}-K_{\text{b}}\right)}
ここで CB は弱塩基の初期濃度である。CB が塩基解離定数 Kb よりも十分に大きいときは
{\displaystyle [\mathrm {OH^{-}} ]={\sqrt {C_{\text{B}}K_{\text{b}}}}}
と近似できるので、25 °CにおけるpHは次式で与えられる。
{\displaystyle \mathrm {pH} =14.00+{\frac {1}{2}}\log _{10}{\frac {C_{\text{B}}K_{\text{b}}}{\mathrm {(mol/L)^{2}} }}}
CB = 0.1 mol/L のアンモニア水
アンモニアの塩基解離定数 Kb は 10−4.75 mol/L である。
pH = 14.00 + 1/2(−4.75 + log10 0.1) = 11.1
CNa2CO3 = 0.1 mol/L の炭酸ナトリウム水溶液
炭酸ナトリウム Na2CO3 はイオン結晶であり、水に溶けるとナトリウムイオンと炭酸イオンに完全に電離する。水に溶けた炭酸イオン CO32− が塩基として働くので、塩基の初期濃度 CB は CNa2CO3 に等しい。炭酸イオン CO32− の塩基解離定数 Kb は 10−3.67 mol/L である。
pH = 14.00 + 1/2(−3.67 + log10 0.1) = 11.7
炭酸イオンは弱塩基であるが、炭酸ナトリウムおよび炭酸カリウムの水溶液は強いアルカリ性を示す。アンモニアも弱塩基であるが、モル濃度が 0.1 mol/L、すなわち質量パーセント濃度が0.2 %程度の比較的薄いアンモニア水でも、そのpHは11を超える。これらの例は、強塩基 Mg(OH)2 の水溶液が弱アルカリ性を示すのと対照的である。

#### 一般式
弱塩基の水溶液の [H+] と CB の関係は、一般に次式で表される。
{\displaystyle C_{\text{B}}={\frac {1}{K_{\text{b}}}}\left({\frac {{K_{\text{w}}}^{2}}{[\mathrm {H} ^{+}]^{2}}}+{\frac {K_{\text{b}}K_{\text{w}}}{[\mathrm {H} ^{+}]}}-K_{\text{b}}[\mathrm {H} ^{+}]-K_{\text{w}}\right)}

## 極端に希薄な水溶液
酸の濃度が極端に低くなると、水素イオン濃度 [H+] は酸のモル濃度 CHA よりも大きくなる。これは、水の自己解離が起こっているためである。酸の水溶液をどれだけ純水で薄めても、25 °CではpHが7を超えることはない。同様に、塩基の濃度が極端に低くなると、水酸化物イオン濃度 [OH−] は塩基のモル濃度 CB よりも大きくなる。塩基の水溶液をどれだけ純水で薄めても25 °CのpOHは7を超えないしpHが7を下回ることもない。

### 弱酸・弱塩基
弱酸と弱塩基の場合は、それぞれ前の節で示した一般式を用いてpHを計算することができる。

### 強酸・強塩基
強酸の水溶液の [H+] と CHA の関係は、一般に次式で表される。
{\displaystyle [\mathrm {H} ^{+}]={\frac {1}{2}}\left({\sqrt {{C_{\mathrm {HA} }}^{2}+4K_{\text{w}}}}+C_{\mathrm {HA} }\right)}
ただし Kw は水のイオン積であり、25 °Cでは Kw = 1.008×10−14 mol2/L2 である。数値を入れて計算すると
CHA > 10−6 mol/L のとき[H+] = CHA
CHA < 10−8 mol/L のとき[H+] = √Kw
となることが分かる。つまり、溶質が強酸の場合は、濃度が極端に低くない限り水素イオンの濃度に関する式に酸の濃度を直接代入してよいことと、酸の濃度が極端に低くなるとpHが7になることが確認できる。10−6 mol/L > CHA > 10−8 mol/L のときは、上の関係式から [H+] を求めてpHに換算すると6ないし7になる。
強塩基の水溶液の [OH−] と CMOH の関係は、一般に次式で表される。
{\displaystyle [\mathrm {OH^{-}} ]={\frac {1}{2}}\left({\sqrt {{C_{\mathrm {MOH} }}^{2}+4K_{\text{w}}}}+C_{\mathrm {MOH} }\right)}

## 濃厚な酸・塩基
酸の濃度が 1 mol/L よりも高くなると、水素イオン活量 aH+ を水素イオン濃度 [H+] で置き換える近似が悪くなる。濃塩酸、濃硝酸、濃硫酸などの強酸性液体のpHを [H+] から計算で求めるのは、無意味である。塩基の場合も同様で、濃厚アルカリ溶液のpHやpOHを [H+] や [OH−] から計算で求めるのは、無意味である。pHはもともと、酸・塩基の濃度が 1 mol/L よりも低い水溶液の酸性・アルカリ性の度合いを示すための指標として考案された。濃厚な酸や濃厚アルカリ溶液の酸性・アルカリ性の強さは、酸度関数によって表現するのが一般的である。

### 塩酸
塩酸のpHが、2000年代に複数の研究グループにより測定されている。報告された 1 mol/L 塩酸のpHはいずれも −0.1程度であり、互いによく一致している。1 – 6 mol/L 塩酸のpHを酸度関数 H0 とともに表に示す。
| モル濃度 | 水素電極 | ガラス電極 | モデル計算 | H0    |
| -------- | -------- | ---------- | ---------- | ----- |
| 1 mol/L  | −0.16    | −0.10      | −0.16      | −0.21 |
| 2 mol/L  | −0.63    | −0.53      | −0.64      | −0.67 |
| 3 mol/L  | −1.00    | −0.93      | −1.03      | −1.05 |
| 4 mol/L  | −1.33    | −1.22      | −1.38      | −1.41 |
| 5 mol/L  | −1.53    | −1.44      | −1.71      | −1.76 |
| 6 mol/L  | −1.67    | −1.60      | −2.05      | −2.12 |

表の2列目は水素電極を用いた測定値、3列目はガラス電極を用いた測定値、4列目は平均活量係数 γ± などの実測値を用いたモデル計算による値で、最後の列が酸度関数 H0 の文献値である。酸のモル濃度が 1 mol/L を超えると、pHが急速に低下することが表からわかる。塩酸では、3 mol/L でpHが −1に達する。

### 硫酸
ピッツァー式と呼ばれる複雑な実験式に基づいて、25 °Cにおける硫酸のpHが計算されている。
| 比重 | 質量モル濃度/mol/kg | pH    | −log10mH+/mol/kg | −log10[H+]/mol/L |
| ---- | ------------------- | ----- | ---------------- | ---------------- |
| 1.00 | 0.146               | 0.86  | 0.84             | 0.84             |
| 1.04 | 0.734               | 0.09  | 0.13             | 0.15             |
| 1.09 | 1.497               | −0.38 | −0.18            | −0.15            |
| 1.13 | 2.319               | −0.79 | −0.37            | −0.33            |
| 1.15 | 2.918               | −1.07 | −0.47            | −0.42            |
| 1.18 | 3.657               | −1.41 | −0.56            | −0.50            |
| 1.22 | 4.485               | −1.78 | −0.65            | −0.58            |
| 1.26 | 5.413               | −2.19 | −0.73            | −0.65            |
| 1.33 | 7.622               | −3.13 | −0.88            | −0.76            |
| 1.38 | 9.850               | −4.09 | −0.99            | −0.84            |

表の2列目はモル濃度ではなく質量モル濃度である。比較のために、水素イオンの質量モル濃度 mH+ の逆数の対数を4列目に、モル濃度 [H+] の逆数の対数を5列目に示した。十分に希薄であれば、質量モル濃度から計算したpHはモル濃度から計算したpHに等しい。−log10mH+/mol/kg は、硫酸を H+ と HSO4− を溶質とする理想希薄溶液とみなしたときのpHに相当する。硫酸の質量モル濃度が 1 mol/kg を超えると硫酸のpHは急速に低下し、理想希薄溶液のpHとのずれは無視できないほど大きくなる。表から、自動車用鉛蓄電池の電解液（比重1.28の希硫酸）のpHが −2よりも低い負の値となることが分かる。また、このような強い酸性を示す硫酸のpHは、水素イオンの質量モル濃度やモル濃度の逆数の対数とはみなせないこともわかる。

### 濃厚アルカリ溶液
水酸化カリウム水溶液と水酸化ナトリウム水溶液のH−関数を表に示す。
| モル濃度  | 14.00 + log10[OH−]/mol/L | KOH 水溶液の H− | NaOH 水溶液の H− |
| --------- | ------------------------ | --------------- | ---------------- |
| 0.1 mol/L | 13.00                    | 13.00           | 12.99            |
| 1 mol/L   | 14.00                    | 14.11           | 14.02            |
| 2 mol/L   | 14.30                    | 14.51           | 14.37            |
| 5 mol/L   | 14.70                    | 15.44           | 15.20            |
| 10 mol/L  | 15.00                    | 16.90           | 16.20            |
| 15 mol/L  | 15.18                    | 18.23           | 17.10            |

モル濃度が 1 mol/L より低い水溶液では、これらのH−関数は [OH−] から計算したpHに一致する。モル濃度が 1 mol/L を超えると、pHの計算値とH−関数のずれは急速に大きくなる。また、同じモル濃度の濃厚溶液では、水酸化カリウム水溶液の方が水酸化ナトリウム水溶液よりも強いアルカリ性を示す。

### 平均活量
単独イオンの活量 (single-ion activity) は、熱力学の枠内では測定できないことが知られている。水素イオン活量 aH+ や水酸化物イオン活量 aOH− も例外ではない。熱力学的に測定可能なのは、陽イオンと陰イオンの活量の積である。例えば塩酸であれば水素イオン活量と塩化物イオン活量の積 aH+aCl− が測定されている。水酸化カリウム水溶液では aK+aOH− が測定されている。これらの1:1電解質のイオン活量の積 a+a− から、平均活量 a± が次式で定義される。
{\displaystyle a_{\pm }={\sqrt {a_{+}a_{-}}}}
もし、1:1電解質の陽イオンと陰イオンの活量が等しいと仮定するなら a+ = a− = a± となるので、平均活量から単独イオンの活量を推定できる。この仮定に基づいて、25 °Cにおける水酸化カリウムのpHが推定されている。この推算によると質量モル濃度 1 mol/kg のときのpHは13.89、15 mol/kg のときは17.14である。質量モル濃度からpHを計算すると 14.00 + log10 15 = 15.18 となることから、濃厚KOH水溶液では質量モル濃度（またはモル濃度）から計算したpHと平均活量から計算したpHが大きく異なることがわかる。

## 測定法
以下の方法によりpHを測定できる。

### pH指示薬（pHインジケーター）

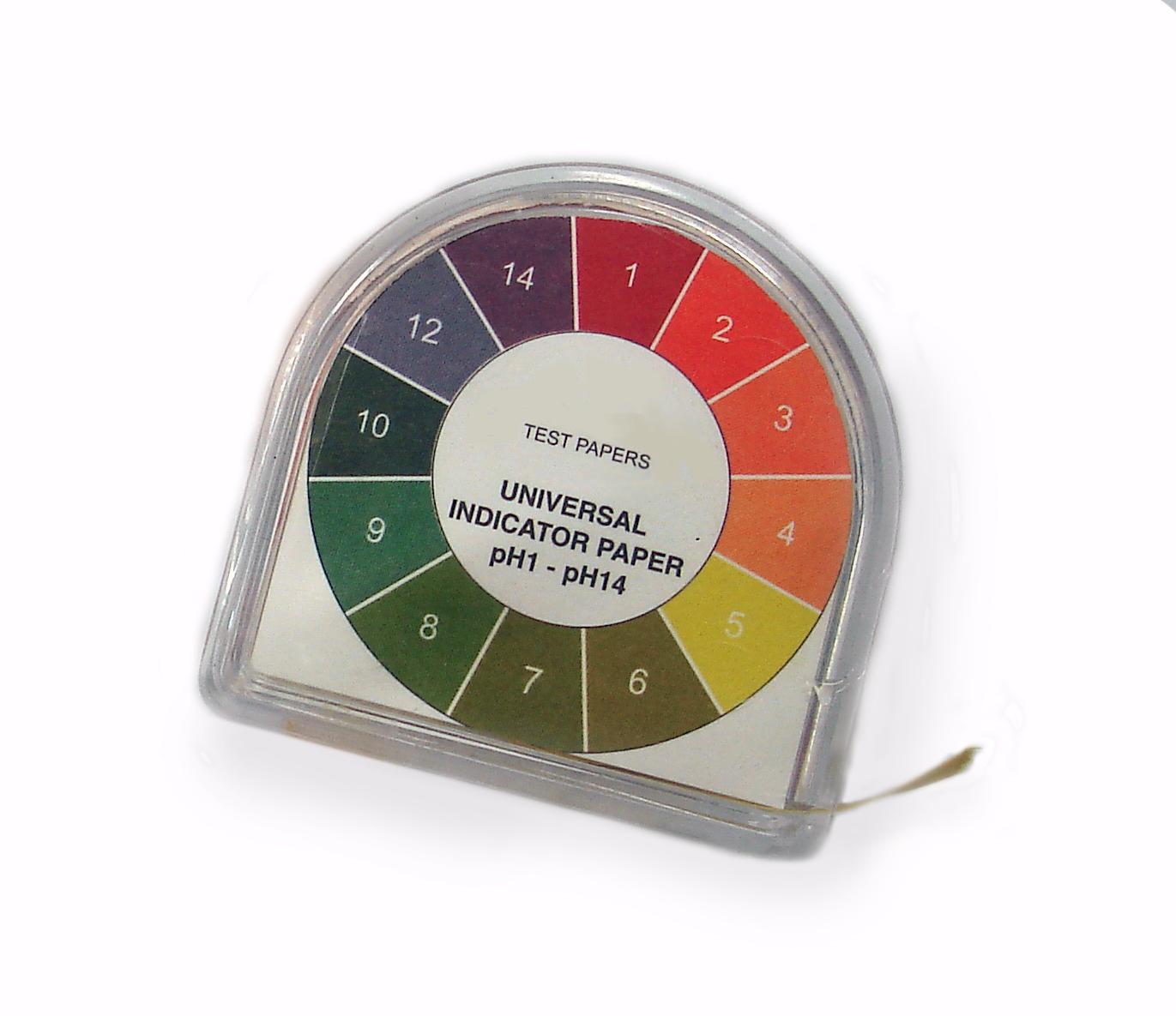
pHインジケーター。普及しているテープ状の紙のタイプ。テープを引き出し、ちぎり、調べたい溶液にひたして変化後の色と、ケース上の環の各色を見比べ、一致する色をみつけ、その色の中に書かれている数値をpHとして読み取る。

液タイプとテープ（紙帯）タイプがある。
液タイプ
必要に応じ、試験管などに分取した液に指示薬を加え、判定する。通常、指示薬の一覧にあるような色素が用いられ、市販されており、それぞれ色が異なる。複数試すことで、液のpHがおおむねいくつかを判断することができる。
pH試験紙
一般的には指示薬を紙（紙の帯）に染み込ませ乾燥させたものが販売されている。調べたい液にインジケーターの紙を浸す。すると液の水素イオン濃度に応じて色が変化し、変化後の色と参照表上の様々な色を見比べてほぼ一致する色をみつけ、その色に対応する数値を読み取る。一般的には一種類の紙で済ますが、なかには複数（2 – 4種類程度）の小さな試験紙によるものもあり、このタイプではそれぞれの色の組み合わせによりpHを読み取ることができる仕組みになっている。

### 水素電極
水素電極（白金黒水素電極など）は白金板の表面が微粒子の白金黒で覆われたもので、圧力 pH2 ∼ p° = 105 Pa の純粋な水素ガスを通じながら使用する。
その電極反応は以下の通り。
{\displaystyle {\ce {2{H+(aq)}+2e^{-}=\ H2(gas)}}}{\displaystyle ,\quad E^{\circ }=0\,{\text{V}}}
ネルンストの式により水素イオン活量 aH+ と電極電位 E との間には以下の関係が成立する。
{\displaystyle E=E^{\circ }+{\frac {RT}{2F}}\ln {\frac {{a_{\mathrm {H^{+}} }}^{2}}{p_{\mathrm {H_{2}} }/p^{\circ }}}}
pHと電極電位には直線関係がある。pH2 = 105 Pa であれば、25 °Cのとき
{\displaystyle \mathrm {pH} ={\frac {-E}{59.16\,\mathrm {mV} }}}
である。
参照電極（照合電極）としては銀-塩化銀電極あるいはカロメル電極などが用いられ、それらと水素電極との電位差をpHに換算する。

### pH計
pHメーター（pH計）には、pH電極（ガラス電極など）が接続され電気的に測定することができる。
電極内部に水素イオン濃度が一定である緩衝溶液が封入され、ガラス膜の内部および測定溶液に接触する外部にそれぞれ水素イオンが吸着し電位差を生ずる。ガラス電極と参照電極との電位差をpHに換算する。
内部電極 | 内部液 | ガラス膜 | 試料溶液 | 外部照合電極

## 符号位置
| 記号 | Unicode | JIS X 0213 | 文字参照          | 名称      |
| ---- | ------- | ---------- | ----------------- | --------- |
| ㏗   | U+33D7  | -          | &#x33D7; &#13271; | SQUARE PH |